# Lista foștilor membri ai Camerei Reprezentanților Statelor Unite ale Americii: C
Această este o listă a foștilor membri ai Camerei Reprezentanților Statelor Unite ale Americii al căror nume de familie începe cu litera C.
| Reprezentant               | Ani                                                   | Stat           | Partid               |
| -------------------------- | ----------------------------------------------------- | -------------- | -------------------- |
| Thomas Banks Cabaniss      | 1893-1895                                             | Georgia        | Democrat             |
| Earle Cabell               | 1965-1973                                             | Texas          | Democrat             |
| Edward C. Cabell           | 1845-1846, 1847-1853                                  | Florida        | Whig                 |
| George Cabell              | 1875-1887                                             | Virginia       | Democrat             |
| Samuel J. Cabell           | 1795-1803                                             | Virginia       | Democrat-Republican  |
| Benjamin T. Cable          | 1891-1893                                             | Illinois       | Democrat             |
| John L. Cable              | 1921-1925, 1929-1933                                  | Ohio           | Republican           |
| Joseph Cable               | 1849-1853                                             | Ohio           | Democrat             |
| Cornelius A. Cadmus        | 1891-1895                                             | New Jersey     | Democrat             |
| John Cadwalader            | 1855-1857                                             | Pennsylvania   | Democrat             |
| Lambert Cadwalader         | 1789-1791, 1793-1795                                  | New Jersey     | Pro-Administrație    |
| Claude E. Cady             | 1933-1935                                             | Michigan       | Democrat             |
| Daniel Cady                | 1815-1817                                             | New York       | Federalist           |
| John W. Cady               | 1823-1825                                             | New York       | Democrat-Republican  |
| Patrick T. Caffery         | 1969-1973                                             | Louisiana      | Democrat             |
| Harry Cage                 | 1833-1835                                             | Mississippi    | Democrat             |
| William T. Cahill          | 1959-1970                                             | New Jersey     | Republican           |
| William Cahoon             | 1829-1833                                             | Vermont        | Anti-Masonic         |
| Richard H. Cain            | 1873-1875, 1877-1879                                  | South Carolina | Republican           |
| Henry L. Cake              | 1867-1871                                             | Pennsylvania   | Republican           |
| William M. Calder          | 1905-1915                                             | New York       | Republican           |
| William A. Calderhead      | 1895-1897, 1899-1911                                  | Kansas         | Republican           |
| Andrew J. Caldwell         | 1883-1887                                             | Tennessee      | Democrat             |
| Ben F. Caldwell            | 1899-1905, 1907-1909                                  | Illinois       | Democrat             |
| C. Pope Caldwell           | 1915-1921                                             | New York       | Democrat             |
| George Caldwell            | 1843-1845, 1849-1851                                  | Kentucky       | Democrat             |
| Greene W. Caldwell         | 1841-1843                                             | North Carolina | Democrat             |
| James Caldwell             | 1813-1817                                             | Ohio           | Democrat-Republican  |
| John A. Caldwell           | 1889-1894                                             | Ohio           | Republican           |
| John Henry Caldwell        | 1873-1877                                             | Alabama        | Democrat             |
| John W. Caldwell           | 1877-1883                                             | Kentucky       | Democrat             |
| Joseph Pearson Caldwell    | 1849-1853                                             | North Carolina | Whig                 |
| Millard F. Caldwell        | 1933-1941                                             | Florida        | Democrat             |
| Patrick C. Caldwell        | 1841-1843                                             | South Carolina | Democrat             |
| Robert Porter Caldwell     | 1871-1873                                             | Tennessee      | Democrat             |
| William Parker Caldwell    | 1875-1879                                             | Tennessee      | Democrat             |
| John C. Calhoun            | 1811-1817                                             | South Carolina | Democrat-Republican  |
| Sonny Callahan             | 1985-2003                                             | Alabama        | Republican           |
| Clair Armstrong Callan     | 1965-1967                                             | Nebraska       | Democrat             |
| Charles Benedict Calvert   | 1861-1863                                             | Maryland       | Unionist             |
| John Newbold Camp          | 1969-1975                                             | Oklahoma       | Republican           |
| Albert J. Campbell         | 1899-1901                                             | Montana        | Democrat             |
| Alexander Campbell         | 1875-1877                                             | Illinois       | Independent          |
| Ben Nighthorse Campbell    | 1987-1993                                             | Colorado       | Democrat             |
| Brookins Campbell          | 1853                                                  | Tennessee      | Democrat             |
| Carroll A. Campbell, Jr.   | 1979-1987                                             | South Carolina | Republican           |
| Courtney W. Campbell       | 1953-1955                                             | Florida        | Democrat             |
| George W. Campbell         | 1803-1809                                             | Tennessee      | Democrat-Republican  |
| Guy Edgar Campbell         | 1917-1923                                             | Pennsylvania   | Democrat             |
| Guy Edgar Campbell         | 1923-1933                                             | Pennsylvania   | Republican           |
| John Campbell              | 1801-1811                                             | Maryland       | Federalist           |
| Thomas Jefferson Campbell  | 1841-1843                                             | Tennessee      | Whig                 |
| Tom Campbell               | 1989-1993, 1995-2001                                  | California     | Republican           |
| William B. Campbell        | 1837-1843                                             | Tennessee      | Whig                 |
| William B. Campbell        | 1866-1867                                             | Tennessee      | Unionist             |
| Charles T. Canady          | 1993-2001                                             | Florida        | Republican           |
| Ezekiel S. Candler, Jr.    | 1901-1921                                             | Mississippi    | Democrat             |
| Clarence Cannon            | 1923-1964                                             | Missouri       | Democrat             |
| Joseph G. Cannon           | 1873-1891, 1893-1913                                  | Illinois       | Republican           |
| Newton Cannon              | 1814-1817, 1819-1823                                  | Tennessee      | Democrat-Republican  |
| Pat Cannon                 | 1939-1947                                             | Florida        | Democrat             |
| Raymond Joseph Cannon      | 1933-1939                                             | Wisconsin      | Democrat             |
| Maria Cantwell             | 1993-1995                                             | Washington     | Democrat             |
| James Capehart             | 1891-1895                                             | West Virginia  | Democrat             |
| Adin B. Capron             | 1897-1911                                             | Rhode Island   | Republican           |
| Thaddeus H. Caraway        | 1913-1921                                             | Arkansas       | Democrat             |
| Ben Cardin                 | 1987-2007                                             | Maryland       | Democrat             |
| Ezra C. Carleton           | 1883-1887                                             | Michigan       | Democrat             |
| Frank Ertel Carlyle        | 1949-1957                                             | North Carolina | Democrat             |
| Edward W. Carmack          | 1897-1901                                             | Tennessee      | Democrat             |
| Gregory W. Carman          | 1981-1983                                             | New York       | Republican           |
| Richard B. Carmichael      | 1833-1835                                             | Maryland       | Democrat             |
| A. S. J. Carnahan          | 1945-1947, 1949-1961                                  | Missouri       | Democrat             |
| William Carney             | 1979-1987                                             | New York       | Republican           |
| Terry Carpenter            | 1933-1935                                             | Nebraska       | Democrat             |
| Thomas R. Carper           | 1983-1993                                             | Delaware       | Democrat             |
| Bob Carr                   | 1975-1981, 1983-1995                                  | Michigan       | Democrat             |
| Wooda N. Carr              | 1913-1915                                             | Pennsylvania   | Democrat             |
| Chester O. Carrier         | 1943-1945                                             | Kentucky       | Republican           |
| Daniel Carroll             | 1789-1791                                             | Maryland       | Pro-Administrație    |
| James Carroll              | 1839-1841                                             | Maryland       | Democrat             |
| John A. Carroll            | 1947-1951                                             | Colorado       | Democrat             |
| Brad Carson                | 2001-2005                                             | Oklahoma       | Democrat             |
| Samuel Price Carson        | 1825-1833                                             | North Carolina | Democrat             |
| William Leighton Carss     | 1919-1921, 1925-1929                                  | Minnesota      | Țărănist-Muncitoresc |
| Charles D. Carter          | 1907-1927                                             | Oklahoma       | Democrat             |
| Thomas Henry Carter        | 1889-1891                                             | Montana        | Republican           |
| Tim Lee Carter             | 1965-1981                                             | Kentucky       | Republican           |
| Vincent Carter             | 1929-1935                                             | Wyoming        | Republican           |
| William Blount Carter      | 1835-1837                                             | Tennessee      | Național Republican  |
| William Blount Carter      | 1837-1841                                             | Tennessee      | Whig                 |
| Wilburn Cartwright         | 1927-1943                                             | Oklahoma       | Democrat             |
| Robert L. Caruthers        | 1841-1843                                             | Tennessee      | Whig                 |
| William J. Cary            | 1907-1919                                             | Wisconsin      | Republican           |
| Ed Case                    | 2002-2007                                             | Hawaii         | Democrat             |
| Francis H. Case            | 1937-1951                                             | South Dakota   | Republican           |
| John J. Casey              | 1913-1917, 1919-1921, 1923-1925, 1927-1929            | Pennsylvania   | Democrat             |
| George W. Cassidy          | 1881-1885                                             | Nevada         | Democrat             |
| James Castle               | 1891-1893                                             | Minnesota      | Democrat             |
| Lucien B. Caswell          | 1875-1883, 1885-1891                                  | Wisconsin      | Republican           |
| Thomas C. Catchings        | 1885-1901                                             | Mississippi    | Democrat             |
| George W. Cate             | 1875-1877                                             | Wisconsin      | Democrat             |
| William H. Cate            | 1889-1890, 1891-1893                                  | Arkansas       | Democrat             |
| John W. Causey             | 1891-1895                                             | Delaware       | Democrat             |
| John Causin                | 1843-1845                                             | Maryland       | Whig                 |
| Anthony Cavalcante         | 1949-1951                                             | Pennsylvania   | Democrat             |
| James M. Cavanaugh         | 1858-1859                                             | Minnesota      | Democrat             |
| John Joseph Cavanaugh III  | 1977-1981                                             | Nebraska       | Democrat             |
| Elford Albin Cederberg     | 1953-1978                                             | Michigan       | Republican           |
| Emanuel Celler             | 1923-1973                                             | New York       | Democrat             |
| Jonathan Chace             | 1881-1885                                             | Rhode Island   | Republican           |
| James Ronald Chalmers      | 1877-1882                                             | Mississippi    | Democrat             |
| James Ronald Chalmers      | 1884-1885                                             | Mississippi    | Independent          |
| Charles E. Chamberlain     | 1957-1974                                             | Michigan       | Republican           |
| William Chamberlain        | 1803-1805, 1809-1811                                  | Vermont        | Federalist           |
| Saxby Chambliss            | 1995-2003                                             | Georgia        | Republican           |
| Epaphroditus Champion      | 1807-1817                                             | Connecticut    | Federalist           |
| Christopher G. Champlin    | 1797-1801                                             | Rhode Island   | Federalist           |
| Rod Chandler               | 1983-1993                                             | Washington     | Republican           |
| Thomas A. Chandler         | 1917-1919, 1921-1923                                  | Oklahoma       | Republican           |
| Walter Chandler            | 1935-1940                                             | Tennessee      | Democrat             |
| Andrew Grant Chapman       | 1881-1883                                             | Maryland       | Democrat             |
| Henry Chapman              | 1857-1859                                             | Pennsylvania   | Democrat             |
| John Grant Chapman         | 1845-1849                                             | Maryland       | Whig                 |
| William V. Chappell, Jr.   | 1969-1989                                             | Florida        | Democrat             |
| Jackson B. Chase           | 1955-1957                                             | Nebraska       | Republican           |
| Lucien B. Chase            | 1845-1849                                             | Tennessee      | Democrat             |
| Ray P. Chase               | 1933-1935                                             | Minnesota      | Republican           |
| Richard T. Chatham         | 1949-1957                                             | North Carolina | Democrat             |
| Dennis Chavez              | 1931-1935                                             | New Mexico     | Democrat             |
| Henry P. Cheatham          | 1889-1893                                             | North Carolina | Republican           |
| Richard Cheatham           | 1837-1839                                             | Tennessee      | Whig                 |
| Dick Cheney                | 1979-1989                                             | Wyoming        | Republican           |
| J. Edgar Chenoweth         | 1941-1949, 1951-1965                                  | Colorado       | Republican           |
| Helen Chenoweth-Hage       | 1995-2001                                             | Idaho          | Republican           |
| Thomas Withers Chinn       | 1839-1841                                             | Louisiana      | Whig                 |
| Daniel Chipman             | 1815-1816                                             | Vermont        | Federalist           |
| John Logan Chipman         | 1887-1893                                             | Michigan       | Democrat             |
| John Smith Chipman         | 1845-1847                                             | Michigan       | Democrat             |
| Shirley Chisholm           | 1969-1983                                             | New York       | Democrat             |
| Martin Chittenden          | 1803-1813                                             | Vermont        | Federalist           |
| Chris Chocola              | 2003-2007                                             | Indiana        | Republican           |
| Jon Lynn Christensen       | 1995-1999                                             | Nebraska       | Republican           |
| Victor Christgau           | 1929-1933                                             | Minnesota      | Republican           |
| Theodore Christianson      | 1933-1937                                             | Minnesota      | Republican           |
| Gabriel Christie           | 1793-1795                                             | Maryland       | Anti-Administrație   |
| Gabriel Christie           | 1795-1797, 1799-1801                                  | Maryland       | Democrat-Republican  |
| Charles A. Christopherson  | 1919-1933                                             | South Dakota   | Republican           |
| Dick Chrysler              | 1995-1997                                             | Michigan       | Republican           |
| Earl Chudoff               | 1949-1958                                             | Pennsylvania   | Democrat             |
| William M. Churchwell      | 1851-1855                                             | Tennessee      | Democrat             |
| Frank Clague               | 1921-1933                                             | Minnesota      | Republican           |
| James Robert Claiborne     | 1933-1937                                             | Missouri       | Democrat             |
| John Claiborne             | 1805-1808                                             | Virginia       | Democrat-Republican  |
| J.F.H. Claiborne           | 1835-1838                                             | Mississippi    | Democrat             |
| Nathaniel H. Claiborne     | 1825-1835                                             | Virginia       | Democrat             |
| Nathaniel H. Claiborne     | 1835-1837                                             | Virginia       | Național Republican  |
| Thomas Claiborne           | 1793-1795                                             | Virginia       | Anti-Administrație   |
| Thomas Claiborne           | 1795-1799, 1801-1805                                  | Virginia       | Democrat-Republican  |
| Thomas Claiborne           | 1817-1819                                             | Tennessee      | Democrat-Republican  |
| William C.C. Claiborne     | 1797-1801                                             | Tennessee      | Democrat-Republican  |
| Robert H. Clancy           | 1923-1925                                             | Michigan       | Democrat             |
| Robert H. Clancy           | 1927-1933                                             | Michigan       | Republican           |
| Kit Clardy                 | 1953-1955                                             | Michigan       | Republican           |
| Charles B. Clark           | 1887-1891                                             | Wisconsin      | Republican           |
| Clarence D. Clark          | 1890-1893                                             | Wyoming        | Republican           |
| D. Worth Clark             | 1935-1939                                             | Idaho          | Democrat             |
| Frank Clark                | 1905-1925                                             | Florida        | Democrat             |
| Frank M. Clark             | 1955-1974                                             | Pennsylvania   | Democrat             |
| Henry Selby Clark          | 1845-1847                                             | North Carolina | Democrat             |
| J. Bayard Clark            | 1929-1949                                             | North Carolina | Democrat             |
| James West Clark           | 1815-1817                                             | North Carolina | Democrat-Republican  |
| Linwood Clark              | 1929-1931                                             | Maryland       | Republican           |
| Samuel Clark               | 1833-1835                                             | New York       | Democrat             |
| Samuel Clark               | 1853-1855                                             | Michigan       | Democrat             |
| James M. Clarke            | 1983-1985, 1987-1991                                  | North Carolina | Democrat             |
| David G. Classon           | 1917-1923                                             | Wisconsin      | Republican           |
| Henry Clay                 | 1811-1813, 1813-1814, 1815-1821, 1823-1825            | Kentucky       | Democrat-Republican  |
| William Lacy Clay, Sr.     | 1969-2001                                             | Missouri       | Democrat             |
| Eva Clayton                | 1993-2003                                             | North Carolina | Democrat             |
| Thomas Clayton             | 1815-1817                                             | Delaware       | Federalist           |
| Bob Clement                | 1988-2003                                             | Tennessee      | Democrat             |
| Andrew J. Clements         | 1861-1863                                             | Tennessee      | Unionist             |
| Raymond F. Clevenger       | 1965-1967                                             | Michigan       | Democrat             |
| Thomas L. Clingman         | 1843-1845, 1847-1853                                  | North Carolina | Whig                 |
| Thomas L. Clingman         | 1853-1858                                             | North Carolina | Democrat             |
| Wynne F. Clouse            | 1921-1923                                             | Tennessee      | Republican           |
| George Clymer              | 1789-1791                                             | Pennsylvania   | Pro-Administrație    |
| Hiester Clymer             | 1873-1881                                             | Pennsylvania   | Democrat             |
| Charles P. Coady           | 1913-1921                                             | Maryland       | Democrat             |
| Amasa Cobb                 | 1863-1871                                             | Wisconsin      | Republican           |
| Clinton L. Cobb            | 1869-1875                                             | North Carolina | Republican           |
| Bill Cobey                 | 1985-1987                                             | North Carolina | Republican           |
| Frank P. Coburn            | 1891-1893                                             | Wisconsin      | Democrat             |
| Stephen Coburn             | 1861                                                  | Maine          | Republican           |
| Tom Coburn                 | 1995-2001                                             | Oklahoma       | Republican           |
| Alexander G. Cochran       | 1875-1877                                             | Pennsylvania   | Democrat             |
| James Cochran              | 1797-1799                                             | New York       | Federalist           |
| James Cochran              | 1809-1813                                             | North Carolina | Democrat-Republican  |
| Thad Cochran               | 1973-1978                                             | Mississippi    | Republican           |
| John Alexander Cocke       | 1819-1825                                             | Tennessee      | Democrat-Republican  |
| John Alexander Cocke       | 1825-1827                                             | Tennessee      | Democrat             |
| William Michael Cocke      | 1845-1849                                             | Tennessee      | Whig                 |
| George P. Codd             | 1921-1923                                             | Michigan       | Republican           |
| Harry B. Coffee            | 1935-1943                                             | Nebraska       | Democrat             |
| John M. Coffee             | 1937-1947                                             | Washington     | Democrat             |
| Henry A. Coffeen           | 1893-1895                                             | Wyoming        | Democrat             |
| Robert L. Coffey           | 1949                                                  | Pennsylvania   | Democrat             |
| Charles E. Coffin          | 1894-1897                                             | Maryland       | Republican           |
| Howard A. Coffin           | 1947-1949                                             | Michigan       | Republican           |
| Thomas C. Coffin           | 1933-1934                                             | Idaho          | Democrat             |
| Alexander H. Coffroth      | 1863-1865, 1866, 1879-1881                            | Pennsylvania   | Democrat             |
| William Cohen              | 1973-1979                                             | Maine          | Republican           |
| Joshua Coit                | 1793-1795                                             | Connecticut    | Pro-Administrație    |
| Joshua Coit                | 1795-1798                                             | Connecticut    | Federalist           |
| Cornelius Cole             | 1862-1864                                             | California     | Union Republican     |
| Orsamus Cole               | 1849-1851                                             | Wisconsin      | Whig                 |
| William H. Cole            | 1885-1886                                             | Maryland       | Democrat             |
| William P. Cole, Jr.       | 1927-1929, 1931-1942                                  | Maryland       | Democrat             |
| Hamilton D. Coleman        | 1889-1891                                             | Louisiana      | Republican           |
| Isaac Coles                | 1789-1791, 1793-1795                                  | Virginia       | Anti-Administrație   |
| Isaac Coles                | 1795-1797                                             | Virginia       | Democrat-Republican  |
| Walter Coles               | 1835-1845                                             | Virginia       | Democrat             |
| Schuyler Colfax            | 1855-1868                                             | Indiana        | Republican           |
| Jacob Collamer             | 1843-1849                                             | Vermont        | Whig                 |
| James Collier              | 1909-1933                                             | Mississippi    | Democrat             |
| Barbara-Rose Collins       | 1991-1997                                             | Michigan       | Democrat             |
| Francis D. Collins         | 1875-1879                                             | Pennsylvania   | Democrat             |
| Mac Collins                | 1993-2005                                             | Georgia        | Republican           |
| Ross A. Collins            | 1921-1935, 1937-1943                                  | Mississippi    | Democrat             |
| William M. Colmer          | 1933-1973                                             | Mississippi    | Democrat             |
| David G. Colson            | 1895-1899                                             | Kentucky       | Republican           |
| Don B. Colton              | 1921-1933                                             | Utah           | Republican           |
| Larry Combest              | 1985-2003                                             | Texas          | Republican           |
| Barnes Compton             | 1885-1890, 1891-1894                                  | Maryland       | Democrat             |
| Charles C. Comstock        | 1885-1887                                             | Michigan       | Democrat             |
| Solomon Comstock           | 1889-1891                                             | Minnesota      | Republican           |
| Barber Conable             | 1965-1985                                             | New York       | Republican           |
| Gary Condit                | 1989-2003                                             | California     | Democrat             |
| Francis B. Condon          | 1930-1935                                             | Rhode Island   | Democrat             |
| James L. Conger            | 1851-1853                                             | Michigan       | Whig                 |
| Omar D. Conger             | 1869-1881                                             | Michigan       | Republican           |
| John Bertrand Conlan       | 1973-1977                                             | Arizona        | Republican           |
| Charles Robert Connell     | 1921-1922                                             | Pennsylvania   | Republican           |
| William Connell            | 1897-1903, 1904-1905                                  | Pennsylvania   | Republican           |
| William James Connell      | 1889-1891                                             | Nebraska       | Republican           |
| Daniel W. Connolly         | 1883-1885                                             | Pennsylvania   | Democrat             |
| Henry William Connor       | 1821-1825                                             | North Carolina | Democrat-Republican  |
| Henry William Connor       | 1825-1841                                             | North Carolina | Democrat             |
| Charles Magill Conrad      | 1849-1850                                             | Louisiana      | Whig                 |
| Albert Constable           | 1845-1847                                             | Maryland       | Democrat             |
| Silvio O. Conte            | 1959-1991                                             | Massachusetts  | Republican           |
| Benjamin Contee            | 1789-1791                                             | Maryland       | Anti-Administrație   |
| George W. Cook             | 1907-1909                                             | Colorado       | Republican           |
| Merrill Cook               | 1997-2001                                             | Utah           | Republican           |
| Samuel A. Cook             | 1895-1897                                             | Wisconsin      | Republican           |
| John Cooksey               | 1997-2003                                             | Louisiana      | Republican           |
| Harold D. Cooley           | 1934-1966                                             | North Carolina | Democrat             |
| Wes Cooley                 | 1995-1997                                             | Oregon         | Republican           |
| Sam Coon                   | 1953-1957                                             | Oregon         | Republican           |
| Charles Merian Cooper      | 1893-1897                                             | Florida        | Democrat             |
| Edmund Cooper              | 1866-1867                                             | Tennessee      | Unionist             |
| Edward Cooper              | 1915-1919                                             | West Virginia  | Republican           |
| George B. Cooper           | 1859-1860                                             | Michigan       | Democrat             |
| Henry A. Cooper            | 1893-1919, 1921-1931                                  | Wisconsin      | Republican           |
| Jere Cooper                | 1929-1957                                             | Tennessee      | Democrat             |
| John Gordon Cooper         | 1915-1937                                             | Ohio           | Republican           |
| Thomas Cooper              | 1813-1817                                             | Delaware       | Federalist           |
| Thomas B. Cooper           | 1861-1862                                             | Pennsylvania   | Democrat             |
| Oren S. Copeland           | 1941-1943                                             | Nebraska       | Republican           |
| Sam Coppersmith            | 1993-1995                                             | Arizona        | Democrat             |
| John Blaisdell Corliss     | 1895-1903                                             | Michigan       | Republican           |
| Robert John Cornell        | 1975-1979                                             | Wisconsin      | Democrat             |
| Jeremiah Cosden            | 1821-1822                                             | Maryland       | Democrat-Republican  |
| Joseph S. Cottman          | 1851-1853                                             | Maryland       | Independent Whig     |
| Frederic René Coudert, Jr. | 1947-1959                                             | New York       | Republican           |
| Jim Courter                | 1979-1991                                             | New Jersey     | Republican           |
| W. Wirt Courtney           | 1939-1949                                             | Tennessee      | Democrat             |
| George W. Covington        | 1881-1885                                             | Maryland       | Democrat             |
| J. Harry Covington         | 1909-1914                                             | Maryland       | Democrat             |
| Leonard Covington          | 1805-1807                                             | Maryland       | Democrat-Republican  |
| John K. Cowen              | 1895-1897                                             | Maryland       | Democrat             |
| William O. Cowger          | 1967-1971                                             | Kentucky       | Republican           |
| Charles H. Cowles          | 1909-1911                                             | North Carolina | Republican           |
| William H.H. Cowles        | 1885-1893                                             | North Carolina | Democrat             |
| Chris Cox                  | 1989-2005                                             | California     | Republican           |
| Nicholas N. Cox            | 1891-1901                                             | Tennessee      | Democrat             |
| William R. Cox             | 1881-1887                                             | North Carolina | Democrat             |
| James K. Coyne III         | 1981-1983                                             | Pennsylvania   | Republican           |
| William J. Coyne           | 1981-2003                                             | Pennsylvania   | Democrat             |
| Jeremiah Crabb             | 1795-1796                                             | Maryland       | Federalist           |
| John D. Craddock           | 1929-1931                                             | Kentucky       | Republican           |
| Samuel C. Crafts           | 1817-1825                                             | Vermont        | Democrat-Republican  |
| Alexander K. Craig         | 1892                                                  | Pennsylvania   | Democrat             |
| Larry Craig                | 1981-1991                                             | Idaho          | Republican           |
| Francis Burton Craige      | 1853-1861                                             | North Carolina | Democrat             |
| William Craik              | 1796-1801                                             | Maryland       | Federalist           |
| Nathaniel N. Craley, Jr.   | 1965-1967                                             | Pennsylvania   | Democrat             |
| William C. Cramer          | 1955-1971                                             | Florida        | Republican           |
| Louis C. Cramton           | 1913-1931                                             | Michigan       | Republican           |
| Phil Crane                 | 1969-2005                                             | Illinois       | Republican           |
| Henry Y. Cranston          | 1843-1845                                             | Rhode Island   | Law and Order        |
| Henry Y. Cranston          | 1845-1847                                             | Rhode Island   | Whig                 |
| Robert B. Cranston         | 1837-1843, 1847-1849                                  | Rhode Island   | Whig                 |
| Mike Crapo                 | 1993-1999                                             | Idaho          | Republican           |
| Isaac E. Crary             | 1837-1841                                             | Michigan       | Democrat             |
| Jordan E. Cravens          | 1877-1883                                             | Arkansas       | Democrat             |
| William B. Cravens         | 1907-1913, 1933-1939                                  | Arkansas       | Democrat             |
| William Fadjo Cravens      | 1939-1949                                             | Arkansas       | Democrat             |
| Fred L. Crawford           | 1935-1953                                             | Michigan       | Republican           |
| William T. Crawford        | 1891-1895, 1899-1900, 1907-1909                       | North Carolina | Democrat             |
| Charles E. Creager         | 1909-1911                                             | Oklahoma       | Republican           |
| Frank Cremeans             | 1995-1997                                             | Ohio           | Republican           |
| John A. J. Creswell        | 1863-1865                                             | Maryland       | Republican           |
| John W. Crisfield          | 1847-1849                                             | Maryland       | Whig                 |
| John W. Crisfield          | 1861-1863                                             | Maryland       | Unionist             |
| Davy Crockett              | 1827-1829                                             | Tennessee      | Democrat             |
| Davy Crockett              | 1829-1831, 1833-1835                                  | Tennessee      | Național Republican  |
| George W. Crockett         | 1980-1991                                             | Michigan       | Democrat             |
| John Wesley Crockett       | 1837-1841                                             | Tennessee      | Whig                 |
| William M. Croll           | 1923-1925                                             | Pennsylvania   | Democrat             |
| Charles N. Crosby          | 1933-1939                                             | Pennsylvania   | Democrat             |
| Edward Cross               | 1839-1845                                             | Arkansas       | Democrat             |
| Lorenzo Crounse            | 1873-1877                                             | Nebraska       | Republican           |
| John Hervey Crozier        | 1845-1849                                             | Tennessee      | Whig                 |
| Josiah Crudup              | 1821-1823                                             | North Carolina | Democrat-Republican  |
| E. H. Crump                | 1931-1935                                             | Tennessee      | Democrat             |
| Rousseau Owen Crump        | 1895-1901                                             | Michigan       | Republican           |
| Maurice E. Crumpacker      | 1925-1927                                             | Oregon         | Republican           |
| William Crutchfield        | 1873-1875                                             | Tennessee      | Republican           |
| William W. Culbertson      | 1883-1885                                             | Kentucky       | Republican           |
| Thomas Culbreth            | 1817-1821                                             | Maryland       | Democrat-Republican  |
| Elisha D. Cullen           | 1855-1857                                             | Delaware       | American             |
| Alvan Cullom               | 1843-1847                                             | Tennessee      | Democrat             |
| William Cullom             | 1851-1855                                             | Tennessee      | Whig                 |
| John Culpepper             | 1807-1808, 1808-1809, 1813-1817, 1819-1821, 1823-1825 | North Carolina | Federalist           |
| John Culpepper             | 1827-1829                                             | North Carolina | Național Republican  |
| John Culver                | 1965-1975                                             | Iowa           | Democrat             |
| Fred N. Cummings           | 1933-1941                                             | Colorado       | Democrat             |
| Herbert W. Cummings        | 1923-1925                                             | Pennsylvania   | Democrat             |
| Glenn Cunningham           | 1957-1971                                             | Nebraska       | Republican           |
| John E. Cunningham         | 1977-1979                                             | Washington     | Republican           |
| Randy Duke Cunningham      | 1991-2005                                             | California     | Republican           |
| Gilbert A. Currie          | 1917-1921                                             | Michigan       | Republican           |
| George Curry               | 1912-1913                                             | New Mexico     | Republican           |
| Andrew G. Curtin           | 1881-1887                                             | Pennsylvania   | Democrat             |
| Carl Curtis                | 1943-1955                                             | Nebraska       | Republican           |
| Carlton B. Curtis          | 1851-1855                                             | Pennsylvania   | Democrat             |
| Carlton B. Curtis          | 1873-1875                                             | Pennsylvania   | Republican           |
| Charles Curtis             | 1893-1907                                             | Kansas         | Republican           |
| Francis W. Cushman         | 1899-1909                                             | Washington     | Republican           |
| Byron M. Cutcheon          | 1883-1891                                             | Michigan       | Republican           |